# Volcán Tolimán
El volcán Tolimán es un estratovolcán de Guatemala situado a orillas del lago de Atitlán. El volcán tiene una altura de 3158 m (10.361 pies) y se formó cerca de la margen sur de la caldera Atitlán III que data del Pleistoceno. La cumbre del volcán tiene un cráter poco profundo, y sus faldas están cubiertos con antiguos flujos de lava que surgieron de ventiladeros en los flancos del volcán. Un domo de lava parasítico conocido como Cerro de Oro,  se formó en la vertiente norte del volcán e hizo erupción hace algunos miles de años.